# Szent Benedek-templom (Gorbonok)
A Szent Benedek-templom Horvátországban, a Kapronca-Kőrös megyei Gorbonok település római katolikus plébániatemploma.

## Fekvése
A templom a település belterületének északi részén, a Podravske Sesvetére menő út nyugati oldalán található. Jellegzetes barokk harangtornya már messziről látszik a település felett.

## Története
A török uralom előtt a középkorban a mai Gorbonok helyén vár állt, melyhez egy közepes nagyságú uradalom tartozott. Állt itt egy kolostor is. A vár és a mellette fekvő település 1552. augusztus 2-án pusztult el, amikor utolsó ura Tahy Ferenc Verőce elestének hírére felgyújtatta, majd elhagyta ezt a helyet. Verőce 1684-ben történt felszabadítása után 17. század második felében Gorbonok is újratelepült és annak megszüntetéséig a katonai határőrvidék része lett. 1698-ban Szentgyörgyvár katonai parancsnokának irányítása alá került. Az új betelepülők nyomban hozzáláttak a romos templom újjáépítéséhez. A plébániát 1702-ben alapították újra.
Az első híradás a ma is álló templomról az 1706-os egyházi vizitáció irataiból származik. Bár a templom ekkor még mindig sérült volt csak a tető újjáépítésére volt szükség, míg a hajó és az apszis gyakorlatilag a középkori templomból maradt fenn. Ekkor még látszottak a csúcsíves, gótikus ablakok. Ekkor még a templomnak nem volt harangtornya. A plébánia alapításakor védőszentül Szent Benedeket választották abban a hitben, hogy egy bencés kolostor volt itt, bár ma már valószínűbb hogy ferences kolostor volt. 1710-ben a templom mellett felállított oszlopokra helyezték a templom kis harangját, majd 1733-ban a templomra kis fa harangtornyot építettek és a harangot ide helyezték át. Sajnos ez sem tartott sokáig, mert 1738-ban egy tűzben a harangtorony és a harang is megsemmisült. Ezt követően fából egy újabb harangtornyot építettek, de 1786-ban egy villámcsapás okozta tűzben a tetővel együtt ez is leégett. Végül 1787-ben kezdték építeni a mai falazott harangtornyot. 1829-ben ezt is villámcsapás érte, és a kigyulladt toronyban a harangok is megolvadtak. A következő évszázadok során az épület számos kisebb felújításon és átalakításon ment keresztül. Az utolsó felújítás az utóbbi években történt, amikor a tetőt és a falakat kívül és belül javították. Ezért az épület kiemelkedően jó állapotban van.

## Leírása
Amint az az alaprajzból is látható a templom egyhajós épület, melyhez mindkét oldalon egy-egy kápolna épült. A Jézus Szíve déli kápolnát 1733-ban, a Fájdalmas Szűzanya kápolnát 1762-ben építették. A templom sokszögű barokk apszissal rendelkezik. Az apszis alapja minden bizonnyal a török idők előtti, gótikus időszakból származik, déli és keleti oldalán négy támpillér maradt fenn. 1787-ben, a harangtorony építésével egyidejűleg építették az épület nyugati oldalán lévő kórust. A 18. század végéig a templomot késő barokk stílusú díszítésekkel ékesítették. A falakon vízszintesen, a tető közelében lévő magasságban profilozás, valamint kívül és belül számos pilaszter található. A leggazdagabb profilok azok, amelyek közvetlenül a lépcső déli oldalán lévő bejárattól a kórus bejáratáig tartanak. A hajó déli oldalán 2 barokk, íves ablak található, míg délen csak egy. Kisebb ablakuk van a kápolnáknak, míg az apszison egy kisebb rozetta típusú ablak is található. 
Az egész belső tér nem túl levegős, bár a templom nagy és tágas (26,5 m hosszú és 7,6 m széles), melyet még kiegészítenek a kápolnák, amelyeknek mérete 6,4 x 6,1 m.  A templom alaprajza latin kereszt alakú. A harangtorony tipikusan késő barokk stílusú, elegáns és harmonikus méretekkel rendelkezik. A tornyot a templom homlokzatának közepén, a nyugati oldalon emelték, amellyel egységes egészet alkot. Négyzet alaprajzú oldalai 5,13 x 5,13 méteresek. Rajta található a bejárati ajtó és a templom hajójához vezető átjáró. A kétszárnyú 260 x 193 cm-es bejárati ajtó felett, a kőkeretbe a templom felszentelésének évét, az 1805-ös évszámot vésték.  A torony falának legmagasabb részén, a harangok magasságában mind a négy oldalon található egy-egy ablak. Ezen ablakok mellett mind a négy oldalon óra számlapjai találhatók, melyek 1896-ban készültek. A tornyot fedő, fémlemezekkel burkolt, fából készült toronysisak elegáns, barokk stílusú, 1829 és 1840 között Gregurić plébános idejében, az 1829-es tűzvész után készült.
A 19. század végéig a templom a barokk kor környezeti értékeiben gazdag volt, míg a belső térben többnyire neogótikus és újabb stílusú oltárok és bútorzat van. Egyébként a plébániatemplom meglehetősen gazdag a barokk és más korszakok szakrális művészeti értékeiben, valamint nagy és értékes könyvtárral is rendelkezik. A sekrestye az északi oldalon található és a 19. század első feléből származik. A plébániatemplom mellett barokk plébánia található, mely a 18. század közepén épült.